# Арбу-Колає
Арбу-Колає (перс. اربوكلايه) — село в Ірані, у дегестані Шірджу-Пошт, у бахші Рудбоне, шагрестані Ляхіджан остану Ґілян. За даними перепису 2006 року, його населення становило 106 осіб, що проживали у складі 29 сімей.